# Wilhelm Karl Krupp
Wilhelm Karl Krupp (* 1710; † 22. Januar 1774 in Lübeck) war Kaufmann und Ratsherr der Hansestadt Lübeck. Er stammte aus der Unternehmerfamilie Krupp.

## Leben
Wilhelm Karl Krupp war Sohn des Pastors Bernhard Heinrich Krupp in Lünern, eines Enkels des Kaufmanns und Gewehrhändlers Anton Krupp (1588–1661) in Essen. Ab 1724 erlernte er in Lübeck den Kaufmannsberuf im Handelsgeschäft von Anton Friedrich Bordehl († 1739). Er bereiste als Kaufmann Danzig, das Baltikum und Russland. In Deutschland besuchte er die Braunschweiger Messe. 1734 gründete er mit dem Lübecker Bernhard Vermehren († 1759) in Riga ein Handelsgeschäft. 1741 übernahm er in Lübeck das Handelsgeschäft seines verstorbenen früheren Prinzipals Bordehl und heiratete dessen Witwe Justiana Bordehl geborene Bötker. Krupp war Mitglied der Lübecker Schonenfahrer und wurde 1757 in den Lübecker Rat erwählt, wo er im Archiv der Hansestadt Lübeck als Wetteherr überliefert ist.
Er bewohnte das von ihm erbaute Rokoko-Palais Schüsselbuden 15, welches er mit einer Bibliothek und einer Gemäldesammlung ausgestattet hatte. Das Haus wurde 1805 von dem dänischen Architekten Joseph Christian Lillie für den Kaufmann Konrad Platzmann umgebaut und beherbergte später zunächst die Pfluegsche Weinhandlung, ab 1919 die Lübecker Disconto-Gesellschaft und wurde beim Luftangriff auf Lübeck im Jahr 1942 zerstört.